# Аль-Кубаиси, Юсеф
Юсеф Мухаммед Халид аль-Кубаиси (араб. يوسف محمد خالد الكبيسي‎; род. 16 марта 1993, Катар) — катарский футболист, нападающий клуба «Катар СК».

## Клубная карьера
Воспитанник академии футбольного клуба «Катар СК». Дебютировал за основной состав клуба 22 декабря 2013 года в матче чемпионата Катара с «Эр-Райяном», выйдя на поле на 75-й минуте вместо Мухаммеда Разака. По итогам сезона 2015/16 «Катар СК» занял предпоследнее место в турнирной таблице и отправился во второй дивизион. Аль-Кубаиси не покинул команду и вместе с ней уже в следующем сезоне вернулся в Старс-лигу, заняв второе место.

## Достижения
«Катар СК»
- Обладатель Кубка звёзд: 2013/14
- Серебряный призёр второго дивизиона: 2016/17